# Augustin Maior
Augustin Maior (n. 22 august 1882, Reghin – d. 3 octombrie 1963, Cluj) a fost un fizician, pedagog și inventator român.

## Studiile
S-a născut la Reghin la 21 august 1882. Părinții săi, Tereza (o femeie cu o educație deosebită) și Gheorghe (învățător și apoi director al Școlii primare românești din Reghin) au crescut cinci copii: Olivia, Augustin, Iuliu, Gheorghe și Ana.
Augustin Maior a urmat primii ani de educație școlară la Reghin, în limba germană: grădinița, școala primară și secundară, Liceul Evanghelic German. Apoi a frecventat cursurile Liceului Piarist din Târgu Mureș și ale Liceului Catolic din Budapesta, demonstrând, pe lângă ușurința de însușire a limbilor străine, și aptitudini dosebite în domeniul fizicii și matematicii. A reușit examenul de Bacalaureat în anul 1900 după care, până în 1904, a urmat cursurile Facultății de Mecanică a Institutului Politehnic din Budapesta. În anul 1905 a frecventat o serie de cursuri postuniversitare la universități renumite din Viena, München și Göttingen, audiind mari personalități științifice ale vremii, ca D. Hilbert, H. Minkowski, F. Klein, C. Rünge, E. Riecke, L. Prandtl, E. Wiechert sau mai tinerii M. Born, L. Debyeand și M. von Laue.

## Telefonia multiplă
În luna noiembrie 1905 este angajat prin concurs inginer la Stația Experimentală a Poștelor din Budapesta unde, în 1906, a reușit să transmită simultan, pe o singură linie telefonică de 15 km, 5 convorbiri fără ca semnalele să interfereze. Fundamentele teoretice ale telefoniei multiple au fost publicate în 1907 în revista „Elektrotechnische Zeitschrift” și apoi, în 1914, în lucrarea „The use of High-Frequency Alternating Currents in Telegraphy, Telephony and for Power Transmission” publicată în revista “The Electrician”.

## Revenirea în România
După Primul Război Mondial și unirea Transilvaniei cu România, Augustin Maior își pune experiența sa la dispoziția autorităților române, devenind director general al Poștelor, Telegrafelor și Telefoanelor din Transilvania și Banat. Aproape simultan, în iulie 1919, a fost numit profesor titular la Universitatea din Cluj și apoi director al Institutului de Fizică Teoretică și Tehnologică al Facultății de Științe. În perioada 1929-1946 a fost și decan al facultății. A predat studenților săi cursuri conținând multe idei moderne, cum sunt cele de „Electricitate și Magnetism” sau de „Acustică și optică”, pe care le-a și publicat în diverse ediții.
Augustin Maior s-a dovedit a fi și un vizionar. În 1923 el i-a aprobat lui Hermann Oberth să-și susțină lucrarea  de licență la Universitatea din Cluj, după ce aceasta fusese respinsă la Universitatea din Heidelberg. El și-a pus semnătura pe diploma  celui care, mai târziu, va fi unanim recunoscut drept părintele rachetei interplanetare moderne.
A fost membru titular al Academiei de Științe din România începând cu 21 decembrie 1937.
Augustin Maior a fondat Școala de Fizică Teoretică de la Universitatea din Cluj, menținând un contact permanent cu marile idei ale timpului și având contribuții remarcabile în domeniile aflate în dezvoltare în Europa. Aceste contribuții au fost pe deplin recunoscute în anul 1950, când laureatul Premiului Nobel M. Louis de Broglie a prezentat la Academia din Paris lucrarea lui Augustin Maior intitulată „Câmpurile gravitaționale și magnetismul”. Acesta a fost unul dintre ultimele evenimente fericite din viața zbuciumată a lui Augustin Maior de după 1947.

## Distincții

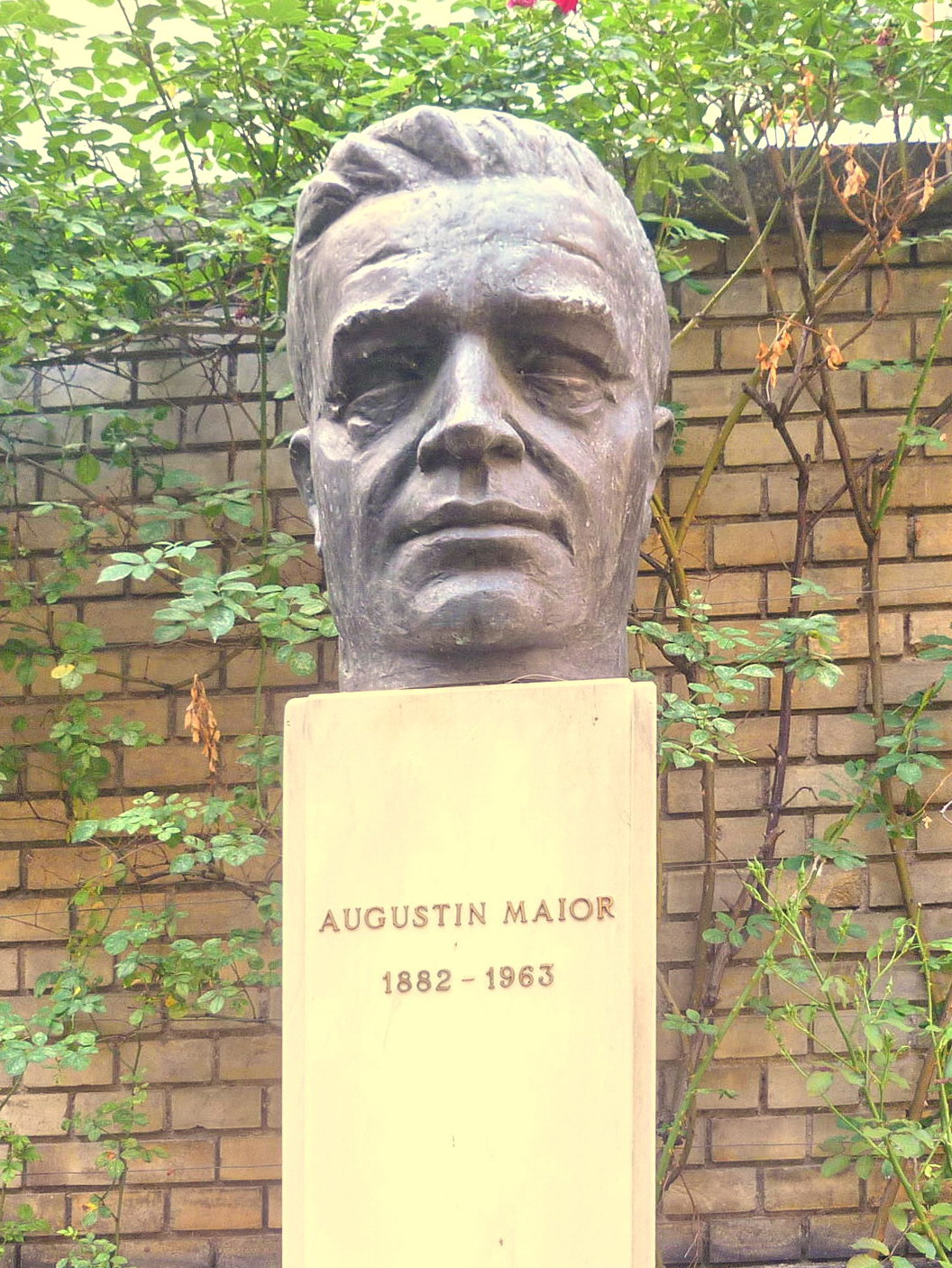
Bustul lui Augustin Maior din "Parcul Memoriei Universitare" în curtea Universității Babeș-Bolyai Cluj-Napoca

- În semn de recunoaștere a contribuției sale la dezvoltarea învățământului modern și a cercetării în fizică, Consiliul Profesoral al Facultății de Fizică a Universității din Cluj a hotărât, în luna martie 1995, ca unul din amfiteatrele sale să fie denumit „Amfiteatrul Augustin Maior”.
- Tot ca un act de recunoștință și respect, fostei Școli Generale nr.5 din Reghin, școala la care și-a început educația, i s-a acordat la 21 martie 1994 numele de Gimnaziul de Stat „Augustin Maior”.
- La 7 iulie 2004 pe casa din Str. Octavian Goga nr. 9 din Cluj-Napoca se pune de către Primăria Municipiului Cluj-Napoca o placă memorială.
- Colegiul Tehnic de Comunicații din Cluj-Napoca îi poartă de asemenea numele.
- În anul 2012, Augustin Maior a fost ales membru post-mortem al Academiei Române.[5]